# 红石崖乡
红石崖乡是中国陕西省延安市黄龙县下辖的一个乡。

## 行政区划
红石崖乡下辖以下行政区：
红石崖村、十亩地村、冯家河村、将军庙村、木耳坪村、渠佐村